# Флаг Новоселицкого муниципального округа
Флаг Новоселицкого муниципального округа Ставропольского края Российской Федерации — опознавательно-правовой знак, составленный и употребляемый в соответствии с вексиллологическими правилами, служащий официальным символом муниципального образования.
Первоначально был утверждён 30 августа 2006 года как флаг Новоселицкого муниципального района и 6 декабря 2006 года внесён в Государственный геральдический регистр РФ с присвоением регистрационного номера 2693.
25 марта 2021 года переутверждён как флаг Новоселицкого муниципального округа Ставропольского края.

## Описание и обоснование символики
Флаг Новоселицкого муниципального округа представляет собой светло-синее полотнище с соотношением сторон 2:3, с белой полосой в ¼ ширины флага вдоль нижней кромки, несущее в себе фигуру Герба: жёлтую головку пшеничного колоса о девяти зёрнах, расположенную вертикально в середине Флага.— Решение Совета Новоселицкого муниципального округа от 25 марта 2021 года № 142
Жёлтая головка пшеничного колоса символизирует «произрастание (поселение) ростка нового на обновлённом месте свежей влагой реки Томузловки, протекающей по территории района, и расположенного здесь же водохранилища „Волчьи ворота“ (символизируемые белой полосой)». Число пшеничных зёрен в колосе указывает на число субъектов муниципального округа.
Жёлтый цвет (золото) является символом просвещения, мужского начала, неподверженности порче, мудрости, стойкости, чести, богатства, света, озарения, гармонии, истины. Белый цвет (серебро) означает целомудрие, чистоту, красноречие, девственность, женское начало, «очищенные привязанности», цвет казачьего прибора. Синий цвет символизирует в православии цвет Богородичных праздников, истину, интеллект, откровение, мудрость, лояльность, верность, постоянство, непорочность, чистые побуждения, безупречную репутацию, широту души, благоразумие, мир, созерцание.

## История
Проект флага Новоселицкого муниципального района был разработан членом Союза художников России Игорем Леонидовичем Проститовым совместно с руководством района. Флаг полностью соотносился с проектом герба и представлял собой «светло-синее полотнище с белой полосой», в середине которого находилась главная фигура герба — «вертикально расположенный золотой колос».

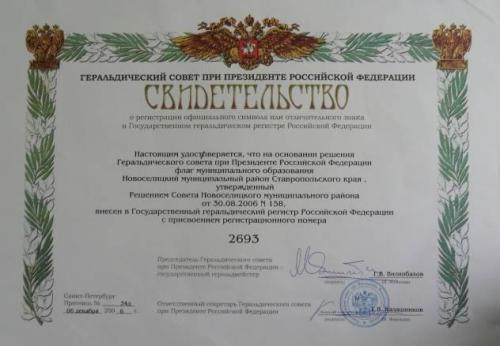
Свидетельство о регистрации флага Новоселицкого муниципального района Ставропольского края в Государственном геральдическом регистре РФ

30 августа 2006 года герб района и составленный на его основе флаг были утверждены районным советом в качестве официальных символов муниципального образования. Согласно принятому положению о флаге, описание последнего гласило:

Флаг Новоселицкого муниципального района представляет собой светло-синее полотнище с соотношением сторон 2:3, с белой полосой в ¼ ширины флага вдоль нижней кромки, несущее в себе фигуру Герба: жёлтую головку пшеничного колоса о девяти зёрнах, расположенную вертикально в середине Флага.— Решение Совета Новоселицкого муниципального района Ставропольского края от 30 августа 2006 г. № 158
6 декабря 2006 года, после прохождения экспертизы в Геральдическом совете при Президенте РФ, флаг внесли в Государственный геральдический регистр под номером 2693. В январе 2007 года флаг района был торжественно поднят над зданием районной администрации, заняв место рядом с флагами Российской Федерации и Ставропольского края.
29 сентября 2011 года депутаты Совета Новоселицкого муниципального района установили ежегодную дату празднования Дня герба и флага района — 30 августа. Начиная с 2012 года в рамках этого праздника проводились тематические мероприятия с участием представителей местной администрации, районного историко-краеведческого музея и молодёжных объединений, направленные на распространение среди населения знаний об истории Новоселицкого района и его символике.